# Jordy Nelson
Jordy Ray Nelson (nacido el 31 de mayo de 1985) es un exjugador profesional de fútbol americano que jugó en la posición de wide receiver para los Green Bay Packers y los Oakland Raiders en la National Football League (NFL).

## Biografía
Nelson asistió a Riley County High School en Riley, Kansas, donde jugó al fútbol americano para los Falcons. Allí jugó de quarterback durante su año sénior, donde completó el 62% de sus pases para 1,029 yardas y 8 touchdowns.
Tras su paso por el instituto, Nelson asistió a la Universidad Estatal de Kansas, donde jugó para los Wildcats de 2003 a 2005.

## Carrera

### Green Bay Packers
Nelson fue seleccionado por los Green Bay Packers en la segunda ronda (puesto 36) del draft de 2008. El 17 de julio, Nelson firmó su contrato con los Packers.
El 26 de julio de 2014, Nelson renovó su contrato 4 años más por un valor de $39 millones, con $11.5 millones de bonus por firmar, y $14.2 millones garantizados.
Con los Packers, Nelson ha logrado 5 títulos de división (4 consecutivos), ha jugado dos campeonatos de la NFC (ganando uno de ellos) y ha ganado la Super Bowl XLV frente a los Pittsburgh Steelers, por 31-25.

### Oakland Raiders
El 15 de marzo de 2018, Nelson firmó un contrato de 2 años con los Oakland Raiders.